# Barken
Barken er en sø i Dalarnas län i Sverige. Den består af to sammenhængende lange smalle søer, Södra (søndre) og Norra (nordre) Barken. Søen ligger 100 meter over havet og har et areal på 34 km². Største dybde er i Norra Barken som er op til 37 meter dyb. Søen har udløb i Kolbäcksån, som løber til Mälaren. Gennem Strömsholms kanal har søen sejlbar forbindelse med Mälaren.
60°2′22″N 15°35′53″Ø / 60.03944°N 15.59806°Ø